# Rodney Bewes
Rodney Bewes (Bierley, 1937. november 27. – Cadgwith, 2017. november 21.) angol színész.

## Filmjei

### Mozifilmek
- A Prize of Arms (1962)
- We Joined the Navy (1962)
- Heavens Above! (1963)
- A hazudós Billy (Billy Liar) (1963)
- San Ferry Ann (1965)
- Decline and Fall... of a Birdwatcher (1968)
- Spring and Port Wine (1970)
- Alice Csodaországban (Alice's Adventures in Wonderland) (1972)
- A három testőr – A királyné nyaklánca (The Three Musketeers) (1973)
- The Likely Lads (1976)
- Jabberwocky (1977)
- Saint Jack (1979)
- Artúr király és az űrhajós (The Spaceman and King Arthur) (1979)
- The Wildcats of St. Trinian's (1980)

### Tv-filmek
- Mystery at Mountcliffe Chase (1952, tv-rövidfilm)
- The Chase (1964)
- Hicks and Stokes (1967)
- All Star Comedy Carnival (1969)
- Jonah and the Whale (1975)
- ’Tis Pity She's a Whore (1980)
- East Lynne (1982)
- Les aventuriers du Nouveau-Monde (1986)
- The Adventures of a Lady (1987)
- Come Snow, Come Blow (1993)
- A Tribute to the Likely Lads (2002)

### Tv-sorozatok
- The Pickwick Papers (1952, két epizódban)
- ITV Television Playhouse (1961, egy epizódban)
- Dixon of Dock Green (1962, egy epizódban)
- Emergency-Ward 10 (1962, egy epizódban)
- Armchair Theatre (1962, 1966, két epizódban)
- Z Cars (1963, egy epizódban)
- Love Story (1963, egy epizódban)
- Sierra Nine (1963, egy epizódban)
- The Plane Makers (1963, egy epizódban)
- First Night (1963, két epizódban)
- Drama 61-67 (1963–1964, két epizódban)
- Cluff (1964, egy epizódban)
- Six (1964, egy epizódban)
- A Christmas Night with the Stars (1964, egy epizódban)
- The Likely Lads (1964–1966, 20 epizódban)
- Man in a Suitcase (1967, egy epizódban)
- Virgin of the Secret Service (1968, egy epizódban)
- Father Dear Father (1968, egy epizódban)
- Dear Mother... ...Love Albert (1969–1972, 26 epizódban)
- The Basil Brush Show (1970)
- Shirley's World (1971, két epizódban)
- Whatever Happened to the Likely Lads? (1973–1974, 27 epizódban)
- Whodunnit? (1974–1975, két epizódban)
- Churchill's People (1975, egy epizódban)
- Just Liz (1980, hat epizódban)
- Crown Court (1982, egy epizódban)
- BBC Play of the Month (1982, egy epizódban)
- Ki vagy, doki? (Doctor Who) (1984, két epizódban)
- Summer Season (1985, egy epizódban)
- Spender (1993, egy epizódban)
- Revolver (2004, egy epizódban)
- Heartbeat (2009, egy epizódban)